# Anii 1960 în film
- Anii 1950 în cinematografie — Anii 1960 în cinematografie — Anii 1970 în cinematografie

În anii 1960 au avut loc mai multe evenimente în industria filmului:

## Filme
Aceasta este o listă incompletă de filme produse în anii 1960:
- 1960 - Psycho, Exodus, Spartacus, La Dolce Vita, Rocco and His Brothers
- 1961 - West Side Story, Judgment at Nuremberg, Divorce, Italian Style, Yojimbo
- 1962 - Lawrence of Arabia, To Kill a Mockingbird, The Manchurian Candidate, Ivan's Childhood
- 1963 - The Birds, Not on Your Life, The Great Escape, 8½
- 1964 - Woman in the Dunes, A Hard Day's Night, Dr. Strangelove or: How I Learned to Stop Worrying and Love the Bomb, Căderea Imperiului Roman (film)
- 1965 - The Sound of Music, Doctor Zhivago, For a Few Dollars More
- 1966 - Persona, Who's Afraid of Virginia Woolf?, The Good, the Bad and the Ugly, The Battle of Algiers
- 1967 - Bonnie & Clyde, The Graduate, Cool Hand Luke, In the Heat of the Night, Dont Look Back. Începe epoca New Hollywood.
- 1968 - 2001: A Space Odyssey, Once Upon a Time in the West, Rosemary's Baby
- 1969 - Z, Butch Cassidy and the Sundance Kid, The Wild Bunch;

## Nașteri
1960:

## Decese
1960:
- Clark Gable

1961:
- Gary Cooper

1962:
- Marilyn Monroe

1966:
- Montgomery Clift
- Walt Disney
- Lenny Bruce

1967:
- Spencer Tracy

1969:
- Judy Garland